# GB'90
GB'90 of voluit Gemeente Belangen 1990 is een lokale politieke partij voor Borne, Hertme en Zenderen in de Twentse gemeente Borne in de Nederlandse provincie Overijssel.
Bij de gemeenteraadsverkiezingen van 2006 (de vijfde keer dat zij deelnamen) kreeg de in 1990 opgerichte partij zes zetels in de Bornse gemeenteraad en was daarmee samen met de PvdA de grootste partij in de gemeente. GB'90 leverde daarmee opnieuw een wethouder voor het college van B&W, Nico Lansink-Rotgerink.
GB'90 gebruikte in 2006 als verkiezingsleus Borne in balans. Lijsttrekker en fractievoorzitter is tot en met de gemeenteraadsverkiezingen van 2010 de heer J. Immerman. In 2010 werd GB'90 met zeven zetels de grootste partij en mocht het initiatief nemen tot college-onderhandelingen. Huidige wethouder is Michel Kotteman.